# Arda-Mulissu
Arda-Mulissu (biblisch Adramelech) war ein Sohn Sîn-aḫḫe-eribas, dem nachgesagt wird, er habe eine Konspiration angeführt, die zur Ermordung seines Vaters im Jahr 681/680 v. Chr. geführt habe. Als Begründung für den Vatermord wird angenommen, dass er mit der Bevorzugung seines jüngeren Halbbruders Aššur-aḫḫe-iddinas nicht einverstanden gewesen sei.